# Busuu
Busuu е платформа за езиково обучение в Интернет, iOS и Android, която позволява на обучаващите се потребители да взаимодействат с тези с роден език. През 2021 г. американската технологична компания Chegg придобива Busuu за 436 милиона долара.

## История
Busuu е основана през май 2008 г. от Бернхард Низнер и Ейдриън Хилти. Компанията стартира с безплатна версия на уебсайта си и отваря първия си офис в Мадрид. През 2009 г. е въведено премиум членство за достъп до всички функции на платформата, а през 2010 г. е пуснато първото мобилно приложение Busuu.
Тя е кръстена на застрашения език бусуу, който се говори в Камерун. Според етноложко проучване, проведено през 80-те години на 20. век, само осем души по това време все още могат да говорят този език. През 2010 г. Busuu създава кратък езиков курс, за да насърчи хората да научат езика бусуу с помощта на Busuu.
През 2012 г. Busuu допълнително подобрява функционалностите на платформата и увеличава глобалния си пазарен дял. Компанията премества своите офиси и персонал в базиран в Лондон офис. Оттогава централата ѝ е там.
През май 2016 г. тя стартира Busuu for Organisations – платформа за езиково обучение за университети и фирми. Използвайки платформата, организациите могат да предоставят на своите студенти или служители достъп до премиум членство в Busuu. Платформата позволява на организациите да виждат напредъка на обучаемия и използването на приложението във времето. Създадени са персонализирани курсове за организации като Юбер. Това включва уроци за конкретния контекст, в който шофьорът на Юбер ще се сблъска със своите пътници.
През 2016 г. Busuu е партньор за стартиране на Гугъл Домашен асистент, предлагащ гласово активирани уроци по испански език. През 2017 г. стартира приложение за виртуална реалност за изучаване на испански, достъпно за Oculus Gear и Oculus Go, а през 2018 г. – цялостно изпитване за платформата Амазон Алекса.
На 29 ноември 2021 г. компанията за образователни технологии Chegg обявява, че ще придобие Busuu за приблизително 436 млн. долара (385 млн. евро), като сделката се очаква да приключи в началото на 2022 г.

## Концепция

### Езикови курсове
Busuu включва комуникативните елементи на социалното обучение в езиковото обучение за самообучение. Чрез своя уебсайт и мобилни приложения тя предлага безплатен и премиум достъп до 14 езикови курса, преподавани на 15 интерфейсни езика.
Busuu предлага курсове, базирани на пет от нивата на Европейския индекс за езикова оценкаː A1, A2, B1, B2 и C1. Учебният материал е разделен на тематични уроци, всеки базиран на общи сценарии за разговор. Уроците съдържат лексика и граматика, упражнения за произношение, интерактивни викторини и разговорни практики с потребители със съответния майчин език, които са членове на общността Busuu.
През 2019 г. Busuu пуска съдържание на трети страни с уроци, включващи видеоклипове и статии от в. „Ню Йорк Таймс“ и в. „Икономист“, за да позволи на учащите да се учат от реални примери за използване на езика.
Учащите могат да получат сертификат за завършено ниво между начинаещо ниво A1 и средно ниво B2 на английски, испански, френски, немски, италиански и португалски. Тестовете се фокусират върху диалога, разбирането и продуктивните умения. 
Има безплатен достъп до всички курсове и платен достъп до премиум функции. Обучение по граматика, устни и писмени разговори, обучение с лексика с интервални повторения и други функции, като офлайн режим, са достъпни само за премиум учащите.
Интернет страницата предоставя отдели за обучение на няколко различни езика: английски, бразилски португалски, бусу (Busuu), испански, италиански, немски, полски, руски, турски и френски. Учащите могат да създадат свой профил, да добавят един или повече от тези езици в своето учебно портфолио, да работят в отделните учебни отдели със свое собствено темпо и да проследяват напредъка си.

### Общност
Платформата насърчава съвместното учене, като позволява на членовете да упражняват уменията си за писане и говорене с помощта на владеещи като роден езика, който изучават. Всички учащи коригират работата си един на друг. Те могат да разговарят чрез асинхронен гласов запис или текстов чат. По този начин всеки потребител на Busuu е както изучаващ чужд език, така и преподавател по езиците, които вече владее.

## Награди и признания
Busuu е включена в Топ 10 стартиращи компании през юни 2008 г.
През септември 2008 г. е включена в проекта „Международна година на езиците“, насърчаван от ЮНЕСКО. Като част от проекта busuu.com стартира кампания за опазване на Силбо гомеро (вид език, говорен на Канарските острови, който вече е почти напълно излязъл от употреба). Тази кампания печели Сребърен лъв на Международния  фестивал на рекламата в Кан през 2009 г. – най-важната награда в рекламната категория. През септември 2009 г. ЮНЕСКО обявява Силбо гомеро за език, принадлежащ към категорията на устното и нематериално наследство на човечеството.
През 2009 г. Busuu е номинирана за множество престижни интернет награди, като например European Tech Crunch Awards, победител в AlwaysOn Global 250, в категорията за нововъзникващи технологични иноватори,и е включена сред трите най-добри сайта на годината за испанското състезание Premios de Internet.
Busuu също печели през септември 2009 г. Европейския езиков знак, който награждава иновативни проекти за изучаване на езици. Тази престижна награда се координира от Европейската комисия и се присъжда всяка година от отделни държави-членки на ЕС. Последното признание на busuu е за най-добър стартъп в образованието на европейските награди на TechCrunch.
През 2016 г. изследователи от Градския университет на Ню Йорк и Университета на Южна Каролина провеждат проучване за ефикасността на курсовете на Busuu. Резултатите показват, че изучаването на език за 22 часа с Busuu Premium е еквивалентно на семестър в колеж.
По-късно през 2016 г. Busuu работи със старши преподавател в Открития университет, за да разбере повече за поведението на изучаващите езиците в платформата. Резултатите показват, че 82% от обучаващите се в Busuu са потвърдили, че Busuu е помогнал за подобряване на езиковото им обучение.